# Леер-2
85Я6 «Леер-2» — российский автоматизированный мобильный комплекс радиотехнический разведки и радиоэлектронной борьбы.

## Общие сведения
Разработчиками комплекса являются «Военно-промышленная компания» и ВНИИ «Эталон» (входит в концерн «Вега»). Комплекс «Леер-2» установлен на шасси бронеавтомобиля «Тигр-М».
Предназначен для проведения радиоразведки источников радиоизлучений, постановки помех и радиоподавления радиоэлектронных средств противника.
Комплекс может имитировать работу различных РЭС, а также проводить оценку электромагнитной обстановки при проведении мероприятий боевой подготовки.
«Леер-2» способен работать в непосредственной близости от переднего края противника, что существенно повышает его эффективность. После выполнения боевого задания уходит из точки работы в кратчайшие сроки.
Помимо подразделений сухопутных войск РЭБ «Леер-2» имеется также на вооружении ВДВ России.

## Технические характеристики
- Экипаж — 2 чел. (водитель и оператор)
- Максимальная скорость движения по шоссе — 140 км/час
- Масса — 8 тонн
- Бронезащита — противопульная, противоосколочная[2]